# 张世简
张世简（1926年1月13日—2009年），浙江浦江人，中国国画家，中央文史研究馆馆员，中国美术家协会会员。

## 生平
1951年毕业于中央美术学院华东分院。

## 家庭
叔父是中国花鸟画家和美术教育家张振铎，堂兄是中国花鸟画家张书旂。